# Antonio Balbiani
Antonio Balbiani (Bellano, 8 ottobre 1838 – Bellano, 19 gennaio 1889) è stato uno scrittore, docente e giornalista italiano.

## Biografia
Nato a Bellano, sul ramo lecchese del Lago di Como da Bernardo e da Maria Conca, conseguì la licenza di maestro elementare dopo aver studiato presso il seminario situato a Como. Dopo un breve periodo trascorso a Milano dove partecipò all'insurrezione generale che anticipava la venuta dei franco-piemontesi in occasione della Seconda guerra d'indipendenza (1859), entrò a far parte dei Cacciatori delle Alpi di Garibaldi. Caratterizzato da sempre da una cattiva salute, dopo esperienze di insegnamento a Milano e a Como - nonché come direttore de Il libero operaio. Lavoro e libertà di Vigevano - ritornò a Bellano ove morì prematuramente all'età di cinquant'anni nel 1889: gli sopravvissero l'anziana madre e la primogenita Virginia, avuta dalla moglie Maria Mangiagalli.
Balbiani, oltre ad essere stato un prolifico cultore della storia locale (si ricordi per esempio Como, il suo lago, le sue ville e le sue valli descritte e illustrate del 1877), fu anche un grande appassionato di Manzoni e de I promessi sposi, cercando di emulare il grande romanziere lombardo scrivendo romanzi quali: Lasco: bandito della Valsassina (1871); I figli di Renzo Tramaglino e di Lucia Mondella; L'ultimo della famiglia Tramaglino, tutti all'insegna del fenomeno linguistico soprannominato manzonismo.

## Opere
- Antonio Balbiani, Lasco il bandito della Valsássina: sessant'anni dopo i promessi sposi : romanzo storico, Milano, Francesco Pagnoni, 1871, OCLC 878284988. URL consultato il 27 dicembre 2024.
- Antonio Balbiani, I figli di Renzo Tramaglino e di Lucia Mondella, Milano, Francesco Pagnoni, 1872, OCLC 848603176. URL consultato il 27 dicembre 2024.
- Antonio Balbiani, Alessandro Manzoni e suoi scritti, Milano, Politti, 1873, OCLC 799073878.
- Antonio Balbiani, Il Convento dei cappuccini a Pescarenico presso Lecco ed i padri riformati: documenti inediti, Milano, C. Barbini, 1874, OCLC 252833289. URL consultato il 27 dicembre 2024.
- Antonio Balbiani, Como, il suo lago, le sue ville e le sue valli descritte e illustrate, F. Pagnoni, Milano-Napoli 1877, oggi in Antonio Balbiani, Como, il suo lago, le sue ville e le sue valli descritte e illustrate, Como, La Provincia, 1971, OCLC 956146235.